# Tatort: Ein paar Worte nach Mitternacht
Ein paar Worte nach Mitternacht ist ein Fernsehfilm aus der Krimireihe Tatort, der erstmals am 4. Oktober 2020 ausgestrahlt  wurde. Es ist die 1139. Folge der Reihe und der zwölfte Fall des Berliner Ermittlerteams Rubin und Karow.

## Handlung
An seinem 90. Geburtstag wird nach einer Feier bis nach Mitternacht der Bauunternehmer Klaus Keller erschossen. An der Leiche hängt ein Schild mit der Aufschrift „Ich war zu feige, für Deutschland zu kämpfen“. Aus der Wohnung ist ein Jugend-Foto der Brüder Klaus und Gerd Keller verschwunden. Gerd hatte im Osten Berlins bei der Stasi Karriere gemacht, während im Westen Klaus sich für die Versöhnung mit den jüdischen Opfern des Naziregimes einsetzte. Inzwischen führt Michael, Klaussens Sohn, das Bauunternehmen.
Gerds Sohn Fredo betreibt eine Druckerei in Pankow und ist als Politiker der Neuen Rechten aktiv. Rubin und Karow suchen ihn im Krankenhaus auf, wo er seinen Vater besucht, nachdem dieser einen Herzinfarkt erlitten hat. Sie befragen Fredo allein; er gibt an, nicht bei der Geburtstagsfeier gewesen zu sein, kann jedoch kein hartes Alibi nachweisen. Da springt Gerd vom Dach des Krankenhauses, er ist sofort tot.
Von Michaels Sohn Moritz erfährt Karow, dass sein Großvater Klaus nach Mitternacht in einer Rede vor Freunden ein Geständnis machen wollte. Er beendete die Rede jedoch abrupt, ohne sein Geheimnis zu verraten, und verabschiedete sich.
Die KTU findet heraus, dass Klaus Keller mit der Waffe seines Sohnes Michael erschossen wurde. Auf dieser finden sich jedoch keine Fingerabdrücke; außerdem lag sie in einem Safe, dessen Kombination im Familienkreis bekannt war.
Am Ende stellt sich heraus, dass sich Klaus Keller selbst erschossen hat. Er hatte in der Endphase des Zweiten Weltkrieges als Mitglied der Hitlerjugend gemeinsam mit seinem Bruder einen etwa gleichaltrigen Deserteur des Volkssturms gehenkt. Die Brüder schwiegen zeitlebens über dieses Endphaseverbrechen.
Moritz hatte als einziger die Suizidabsicht des Großvaters erkannt und war ihm daher nach der Feier gefolgt, konnte den Tod aber nicht mehr verhindern. Er lenkte daraufhin absichtlich den Mordverdacht auf seinen Vater, da dieser dem Großvater mit Verweis auf das Ansehen der Familie das geplante Geständnis ausgeredet und so den Selbstmord herbeigeführt hatte.

## Hintergrund

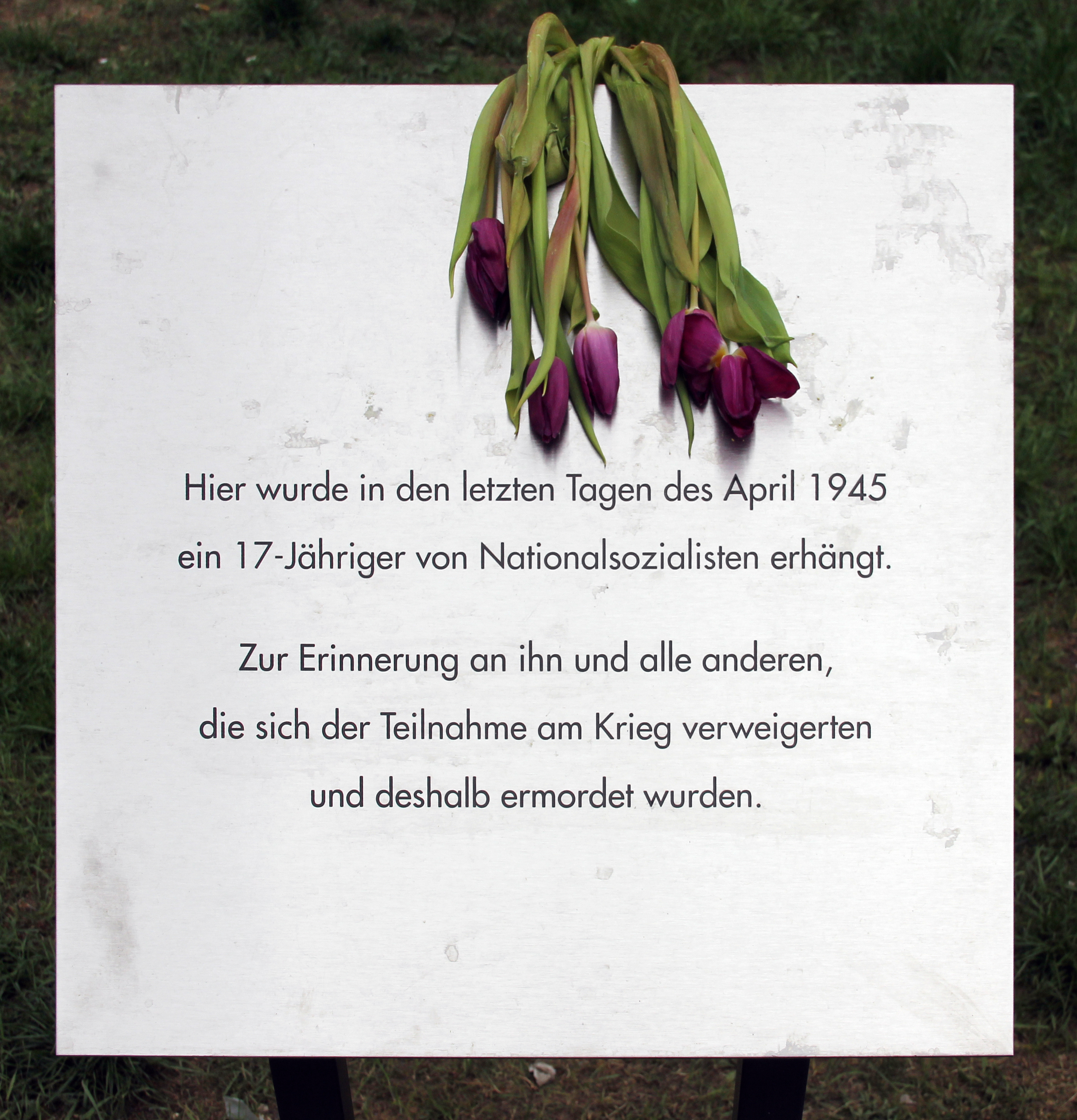
Gedenktafel für einen ermordeten Deserteur an der Berliner Straße Ecke Uhlandstraße, Berlin-Wilmersdorf

Der Film wurde vom 5. Mai 2020 bis zum 5. Juni 2020 in Berlin gedreht.
Die im Film gezeigte Gedenktafel für den ermordeten Deserteur steht tatsächlich seit 2015 an der genannten Kreuzung in Berlin-Wilmersdorf.

## Rezeption

### Kritiken
„Das deutsch-deutsche Familienporträt […], das die ARD am Sonntag zum 30. Jahrestag der Wiedervereinigung zeigt, hätte leicht zu einem überladenen Polit-Tableau werden können. Und tatsächlich sind einige Figuren als simple dramaturgische Funktionsträger angelegt – aber wie diese in der Interaktion ihren Umgang mit deutscher Geschichte und ihre eigene Verstrickung darin offenbaren, legt geschickt die Fallstricke in der Erinnerungsarbeit frei.“

### Einschaltquote
Die Erstausstrahlung von Ein paar Worte nach Mitternacht am 4. Oktober 2020 wurde in Deutschland von 8,27 Millionen Zuschauern gesehen und erreichte einen Marktanteil von 24,5 % für Das Erste.